# Обресков, Дмитрий Михайлович
Дмитрий Михайлович Обресков (1790 — 16 января 1864) — участник Отечественной войны 1812 года, тайный советник, глава Тверской и Виленской губернии.

## Биография
Сын героя штурма Очакова сенатора Михаила Алексеевича Обрескова (1764—1842) от брака его с Екатериной Александровны Талызиной (1772—1803). По отцу внук видного дипломата А. В. Обрескова, по матери — екатерининского вельможи А. Ф. Талызина. Братья — Александр и Николай Обресковы.

Службу начал 3 марта 1804 года юнкером в Государственной коллегии иностранных дел. В феврале 1810 года был зачислен подпрапорщиком в Лейб-гвардии Семёновский полк, с 1811 года — прапорщик. 

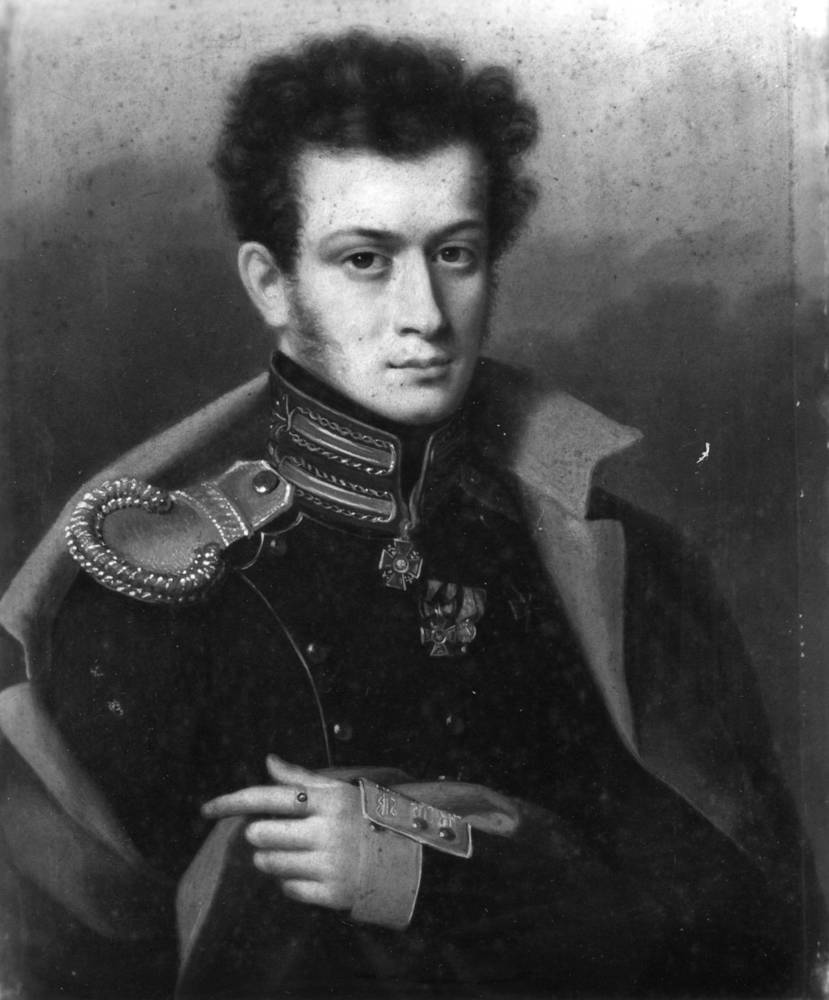
Дмитрий Михайлович

С началом войны 1812 года состоял ординарцем у М. И. Кутузова, участвовал во время всей ретирады (отхода) от г. Вильны до Бородина. За мужество и расторопность во время исполнения возложенных на него поручений был награждён орденом Св. Анны 3 ст. Будучи командирован 13 октября в бригаду генерал-майора Кутейникова к городу Боровску, при нападение на неприятельский отряд, Обресков 
из полков казачьих с командированными охотниками врубился в середину неприятельских эскадронов и поражая жестоко, с отличною храбростью и мужеством, взял в плен одного полковника и 10 рядовых, потом в преследовании неприятеля Колоцкого монастыря и далее поступал везде с неустрашимостью».
 За проявленную храбрость был награждён орденом Св. Владимира 4 ст. и Св. Анны 2 ст. В 1813 году был произведен в поручики, в 1816 году в штабс-капитаны, в 1817 году — в капитаны, а в 1819 году в полковники. В 1820 году был переведен в 63 пехотный Углицкий полк. 
Перейдя на гражданскую службу, 4 марта 1830 года был назначен тверским губернатором, но уже через девять месяцев, 18 декабря 1830 года, отбыл к новому месту службы в Виленскую губернию. Согласно донесениям А. Х. Бенкендорфу, с самого своего прибытия в Вильно Обресков «предался фанфаронству и волокитству за женщинами» и «почти никогда не появлялся в губернском правлении». За злоупотребления властью 2 мая 1832 года он был отозван из губернии с переводом в другую губернию, но отказавшись от нового назначения, вернулся в Вильно. С 1835 по 1844 года (также как отец) состоял в должности управляющего Государственной Комиссией погашения долгов, с 1840 года — тайный советник.

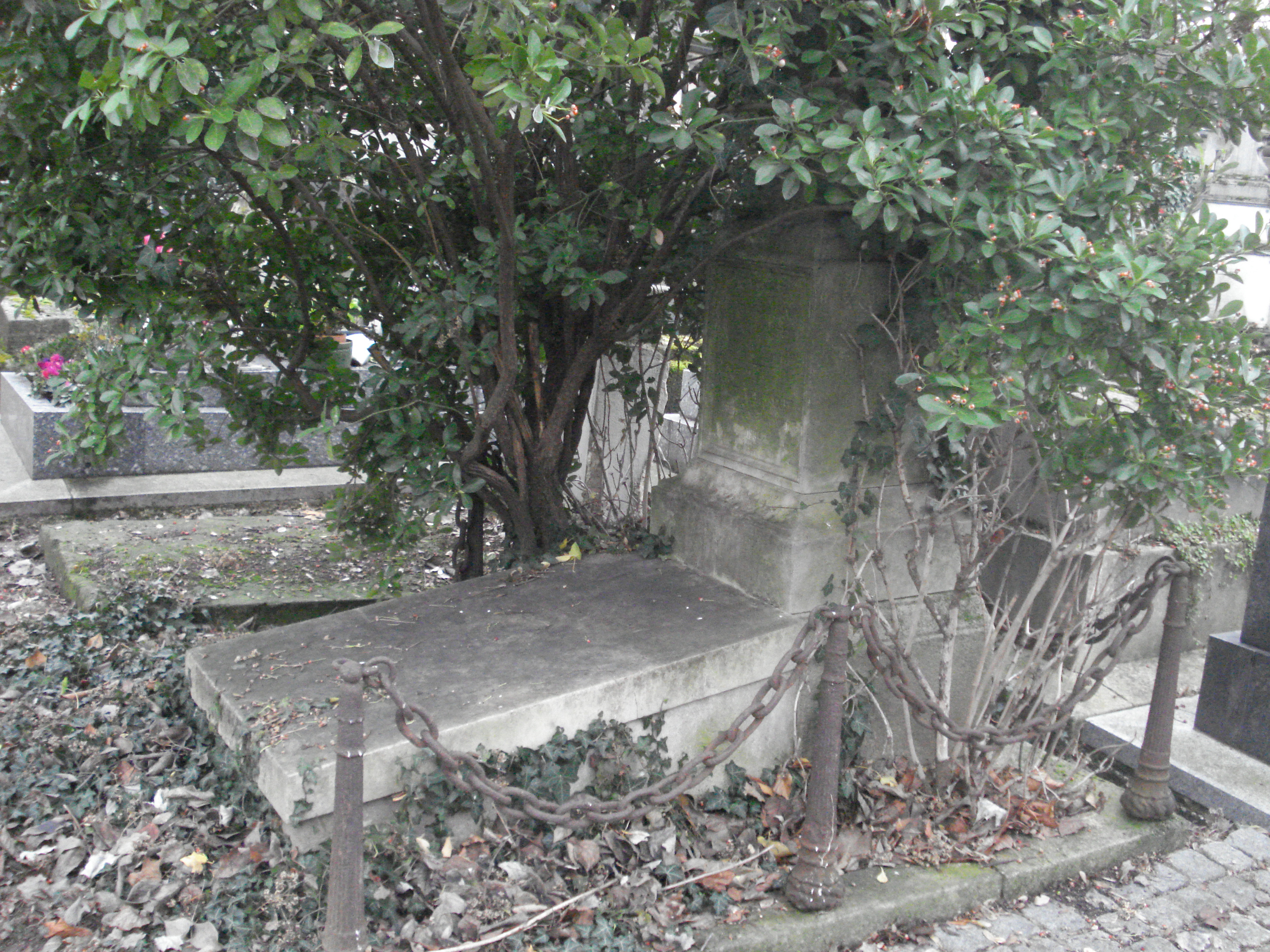
Могила.

По словам графа С. Д. Шереметева, Обресков был человек беззастенчивый и в обществе его звали «le Superbe» (надменный красавец) и «le gris pommelé» (серый в яблоках). «Он приходил к нам изредка в церковь, — вспоминал граф, — в перчатках светло-лиловых, которых не снимал, что очень коробило отца», "роста он был огромного и всегда держался прямо, так что про него говорили: «аршин проглотил». «У него был сын „mon Michinka“ и дочь, которую с торжеством выдали замуж за грека». Последние годы жизни жил в Париже, где и скончался от воспаления легких в январе 1864 года. Похоронен рядом с женой на кладбище Монмартр.

## Награды
- Орден Святой Анны 4-й степени (знак на наружной стороне шпажной чашки)[4]
- Орден Святого Владимира 4-й степени с бантом
- Орден Святой Анны 2-й степени (13 июня 1813)[5]
- Золотая шпага «За храбрость» (15 сентября 1813)[4],[6]
- Орден Святого Владимира 3-й степени (25 декабря 1830)[4],[7]
- Орден Святой Анны 1-й степени (30 августа 1831)[4],[8]; императорская корона к ордену (10 апреля 1832)[9]
- Орден Святого Владимира 2-й степени (21 апреля 1838)[10]
- Орден Белого орла (6 декабря 1842)[10]
- Медаль «В память Отечественной войны 1812 года»[4]
- Медаль «За взятие Парижа»[4]

- Кульмский крест (королевство Пруссия)[4]

## Семья

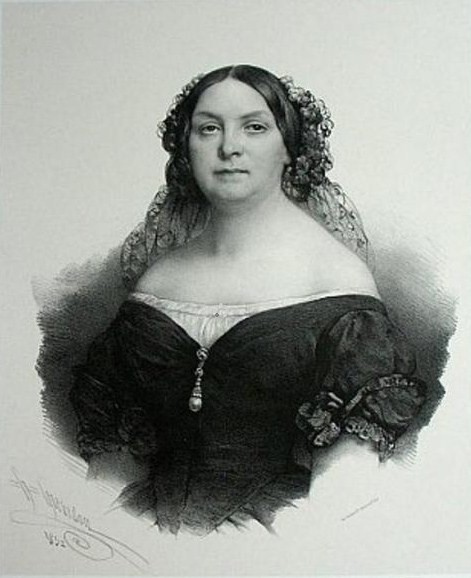
Наталья Васильевна

Жена (с 21 апреля 1818 года) — Наталья Васильевна Шереметева (1795—23.07.1862), фрейлина двора (19.12.1817); дочь генерал-майора Василия Сергеевича Шереметева и его жены Татьяны Ивановны Марченко. Венчание было в Москве в церкви св. Троицы при Странноприимном доме. По характеристике матери, была «довольна порядочного роста, но не хороша», хотя «добрая и охотно занималась учением». Жизнь её с мужем, по словам Долли Фикельмон, была «примером образцового супружества, а взаимная нежность и привязанность, казалось, обещали им долгое счастье». Как было сказано выше, в Вильно Обресков увлекся женой сенатора Бобятинского, Екатериной Игнатьевной, и объявил жене, что «впредь не желает иметь с ней ничего общего». Начиная с 1838 года Наталья Васильевна почти постоянно проживала в Париже, где, по словам С. Д. Шереметева, отличалась светскостью и совсем обжилась: «Она принадлежала к тем русских женщинам, которые считали, что пребывание в Париже придаёт им особый вес и обаяние в обществе и редко приезжала в Петербург».
В Париже мадам Обрескова патронировала Шопену, который был учителем у её детей, и заплатила последние его долги. Сохранился её неопубликованный нотный альбом, который содержит шестьдесят пять записей за 1838—1852 гг. и демонстрирует её знакомство со всеми знаменитыми пианистами, певцами и композиторами Европы. После вдовства она редко бывала в Петербурге и, живя на Николаевской в доме Ржевуских, давала танцевальные вечера, отличавшиеся обилием дипломатов. В конце жизни носила парик и болела диабетом.
Умерла скоропостижно от воспаления легких в Виши, куда приехала со своей горничной для лечения. Похоронена в Париже на кладбище Монмартр. Дети:
- Василий (22.07.1819—29.11.1819)
- Михаил (1821—1884), генерал-майор, женат (с 5 сентября 1845 года)[15] на Варваре Дмитриевне Коробьиной (1823—30.10.1892), умерла в Висбадене от воспаления легких.
- Екатерина (25.10.1820[16]—1874), фрейлина, ученица Шопена, он посвятил ей одну из своих фантазий (opus 49); вышла замуж за князя Ивана Суццо, сына греческого посла и молдавского господаря, который был красив, имел успех в Петербурге и постоянно жил в Париже.
- Василий (21.01.1826—28.07.1829)
- Татьяна (19.11.1828[17]—1872), крещена 15 декабря 1828 года в церкви Двенадцати апостолов при Почтовом департаменте при восприемстве великого князя Михаила Павловича и Е. В. Апраксиной; замужем (с 17.09.1850, Париж) за графом Мари Леон Рене Жуссино де Турдонне (Marie Léon René Joussineau de Tourdonnet).